# Langkapjaya
Langkapjaya is een bestuurslaag in het regentschap Sukabumi van de provincie West-Java, Indonesië. Langkapjaya telt 5638 inwoners (volkstelling 2010).